# واگن دکور

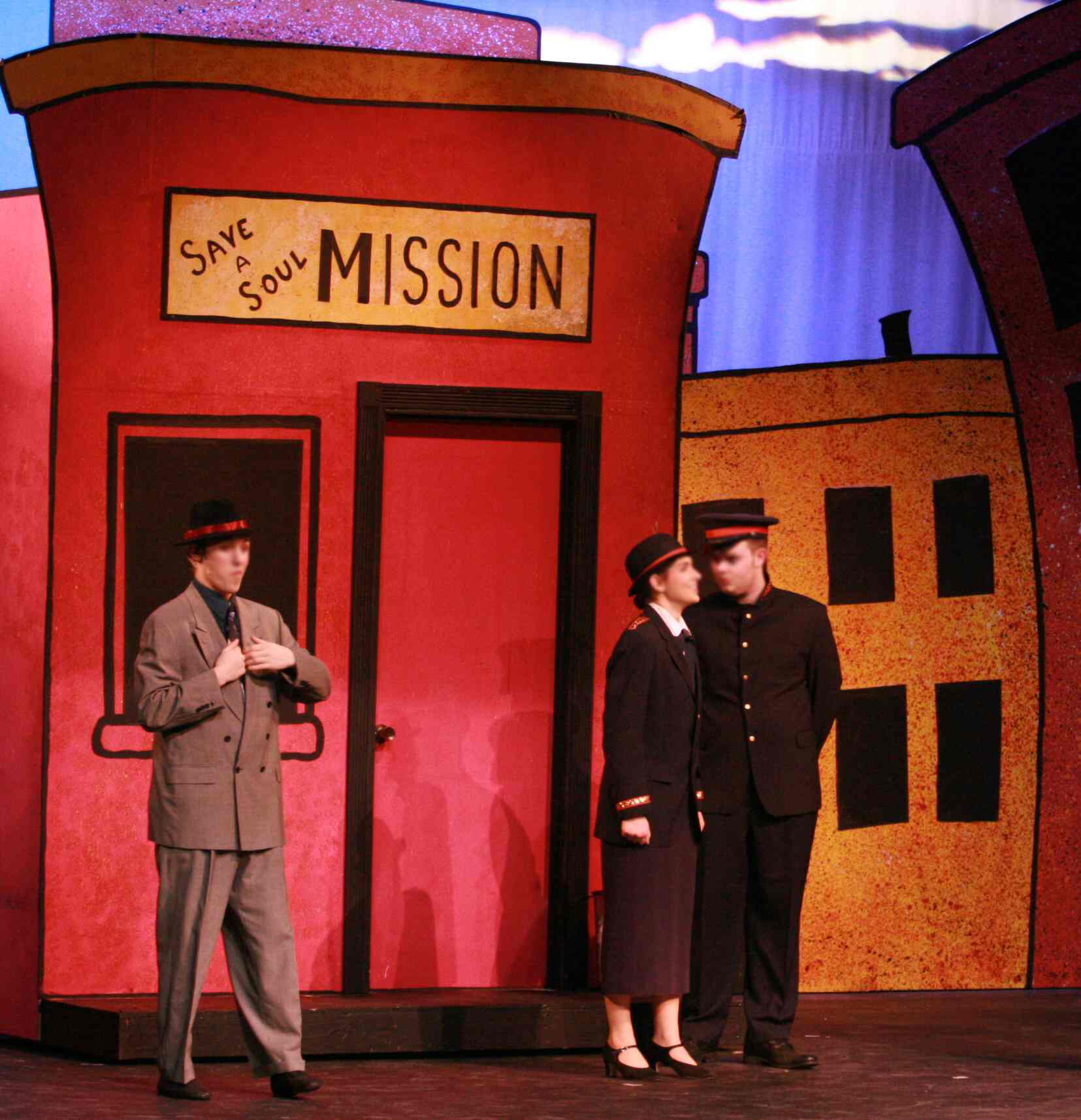
یک واگن صحنه، که برای حمل مجموعه‌ای از مأموریت روح نجات در تولیدی از پسران و عروسک‌ها استفاده می‌شود.

واگن دکور (به انگلیسی: Scenery wagon)، همچنین به عنوان واگن صحنه (stage wagon) شناخته می‌شود، یک سکوی متحرک است که برای پشتیبانی و حمل و نقل دکور متحرک و سه‌بعدی تئاتر روی صحنه تئاتر استفاده می‌شود. در بیشتر موارد، مناظر در بالای واگن ساخته می‌شوند، به طوری که واگن و مناظری که از آن پشتیبانی می‌کند، یک ساختار واحد و یکپارچه را تشکیل می‌دهند. چرخ‌های سنگین در قسمت زیرین سکو نصب می‌شوند تا کل مجموعه را بتوان به سرعت روی صحنه یا خارج از صحنه جابه‌جا کرد تا تغییرهای سریع مناظر در طول تولید زنده فراهم شود. واگن‌های دکور در طیف گسترده‌ای از اندازه‌ها، از کمتر از یک فوت مربع تا اندازه منطقه بازی صحنه ساخته می‌شوند.
واگن‌های صحنه یکی از چهار روش مورد استفاده برای جابجایی مناظر در طول اجرای تئاتر را تشکیل می‌دهند، سه روش دیگر عبارتند از «پرواز» (آویزان کردن) مناظر از سیستم پرواز، بالا بردن یا پایین آوردن مناظر بر روی بالابر صحنه، یا «دویدن» و حمل دستی) مناظر است.

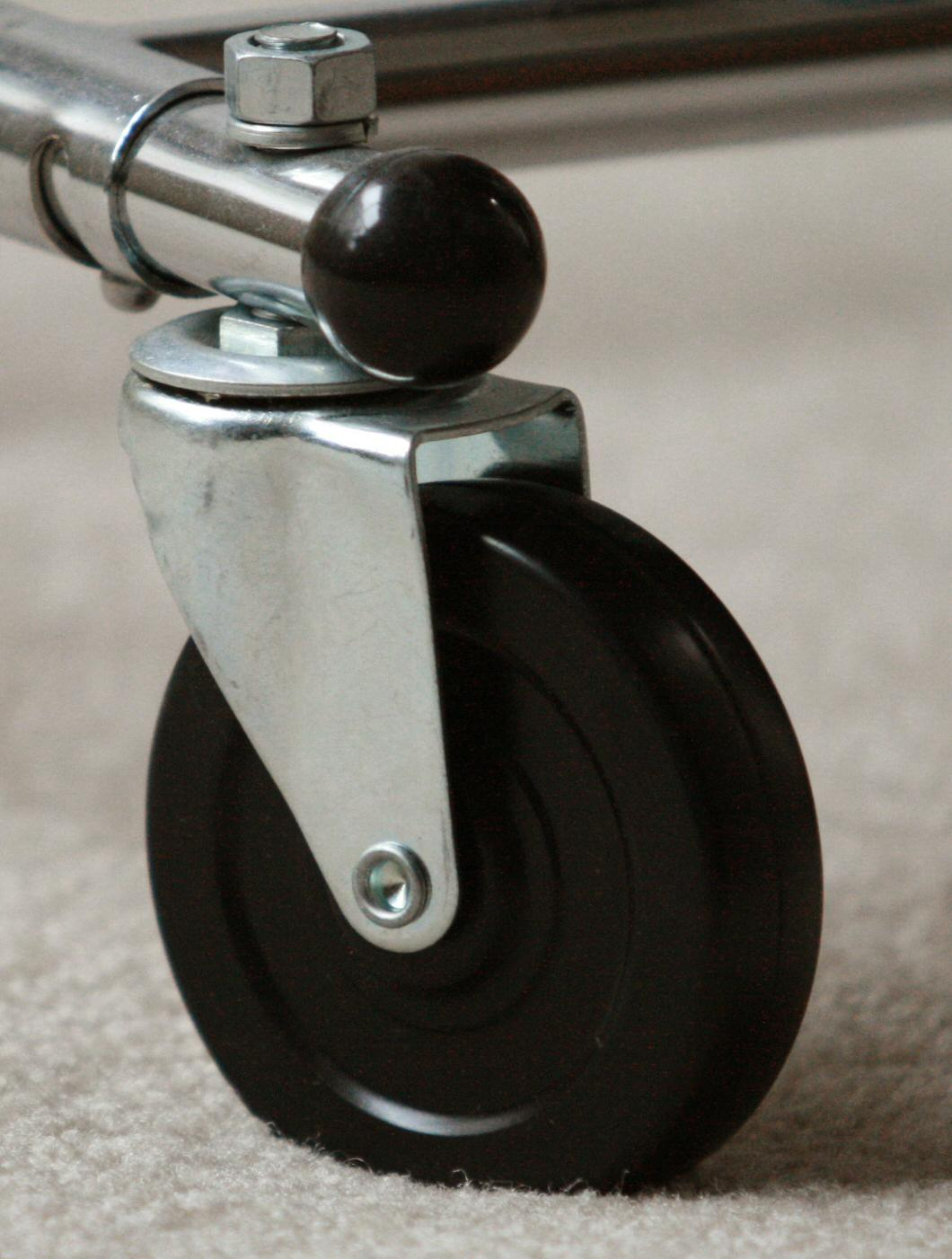
چرخ گردان